# Gare de Puertollano
La gare de Puertollano est située au centre de Puertollano et elle est desservie par les AVE (TGV Espagnol) Madrid-Séville.

## Gare AVE
La gare a été entièrement remaniée pour l'arrivée de ligne à grande vitesse Madrid-Séville qui permet de relier par TGV les deux capitales en 2h35. Elle a la particularité d'accueillir deux types d'écartement de rails : international (UIC) pour l'AVE Madrid-Séville et espagnol pour les lignes régionales.
Elle est ouverte au service commercial et desservie par des trains AVE faisant la navette quotidienne entre Séville et Madrid ainsi que le train régional reliant Ciudad Realà Badajoz.

## Service Ferroviaire

### Regional Exprés
Une ligne régionale dessert la ville
| Lignes | Trajet                | Villes desservies |
| ------ | --------------------- | --- |
| R9     | Ciudad Real - Badajoz | Ciudad Real-Central - Puertollano - Brazatortas - Almadenejos - Guadalmez - Cabeza del Buey - Almorchón - Castuera - Campanario - Magacela - Villanueva de la Serena - Don Benito - Valdetorres - Guareña - Villagonzalo - Zarza de Alange - Don Álvaro - Mérida - Aljucén - Garrovilla - Torremayor - Montijo - Montijo-Apeadero - Guadiana - Badajoz |

### Grandes Lignes
| Service           | Ligne                                                                                       | Caractéristiques                                                         |
| ----------------- | ------------------------------------------------------------------------------------------- | ------------------------------------------------------------------------ |
| AVE               | Séville-Santa Justa - Madrid-Atocha                                                         | via LGV Madrid-Séville                                                   |
| AVE               | Séville-Santa Justa - Bareclona-Sants / Barcelona-Sagrera Mise en service en 2010 et 2012   | via LGV Andalousie et LGV Madrid-Saragosse-Barcelone                     |
| AVE               | Málaga-María Zambrano - Madrid-Atocha                                                       | via LGV Andalousie et LGV Cordoue-Málaga                                 |
| AVE               | Málaga-María Zambrano - Bareclona-Sants / Barcelona-Sagrera Mise en service en 2010 et 2012 | via LGV Cordoue-Málaga, LGV Andalousie et LGV Madrid-Saragosse-Barcelone |
| Altaria           | Cadix - Madrid-Atocha                                                                       | via LGV Madrid-Séville, après changement d'écartement à Majarabique      |
| Arco García Lorca | Séville-Santa Justa - Barcelone-Sants                                                       | via Alcázar de San Juan et Valence                                       |